# Asociación del Fútbol Argentino
La Asociación del Fútbol Argentino (AFA) es el ente rector del fútbol en Argentina, encargada de organizar y regular las distintas selecciones nacionales, y los campeonatos oficiales, en todas las modalidades del deporte en ese país, incluidas las ramas de fútbol sala, fútbol playa y fútbol femenino.
Fue fundada por Alejandro Watson Hutton en Buenos Aires, el 21 de febrero de 1893, con el nombre de Argentine Association Football League, siendo la más antigua del continente, luego de la extinta Argentine Association Football League de 1891, la que fue disuelta luego de un año de vida y no es reconocida como su predecesora. Tras un proceso de cambio de nombres, escisiones, fusiones y castellanización, adoptó en 1934 la denominación Asociación del Football Argentino y posteriormente, en 1946, su nombre definitivo. Está afiliada a la FIFA desde 1912 y a la Conmebol, de la que es miembro fundador, desde 1916.

## Historia

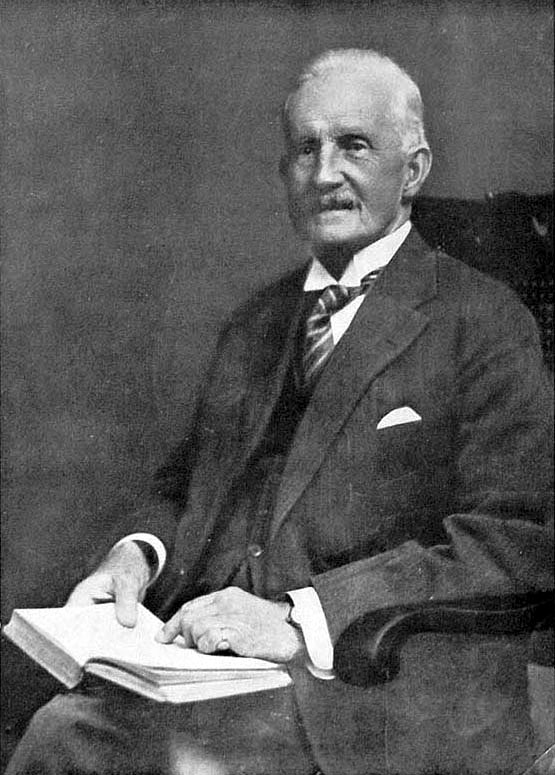
Alexander Watson Hutton, fundador y primer presidente de la Asociación del Fútbol Argentino en 1893.

La Asociación del Fútbol Argentino es la más antigua del continente americano y la octava del mundo. El fútbol de este país no solo fue el pionero de América en organización, sino que, en 1912, se convirtió también en el primero del continente en afiliarse a la FIFA, el ente rector de este deporte a nivel universal.
En 1840, llegó, a través del puerto de Buenos Aires, el deporte que más adelante se convertiría en el preferido de toda Argentina, el fútbol. Los británicos -ingleses, escoceses e irlandeses- buscaban en América una mejor vida y trajeron consigo algo que hacer en los ratos libres, jugar al balompié con una vejiga de vaca como pelota y un par de piedras para demarcar los arcos. La construcción de ferrocarriles en Argentina propició la llegada de más británicos que formaron colonias y fundaron colegios para la educación de sus hijos, en los que era obligatoria la práctica deportiva.
El 20 de junio de 1867, se jugó el primer partido de fútbol en Argentina. El escenario fue el Buenos Aires Cricket Club, en los bosques de Palermo, próximo al predio donde se levanta el Planetario. Un grupo de entusiastas encabezados por los hermanos Thomas y James Hogg resolvieron en el mes de mayo invitar, por intermedio de un aviso en el diario The Standard, a una reunión para impulsar la práctica del fútbol. Es así como el día 9 del mismo mes se fundó el Buenos Aires Football Club y se organizó el encuentro entre colorados y blancos: ganaron los primeros por 4 a 0, en un partido que se inició a las 12:30 y culminó 2 horas más tarde. Thomas Hogg, eufórico, pontificó que "es el mejor pasatiempo, el más fácil y el más barato para la juventud de la clase media y para el pueblo", pero mientras tanto solo lo jugaban los británicos en sus clubes exclusivos.
Uno de ellos, el escocés Alejandro Watson Hutton, trajo entre sus maletas elementos que no estaban arancelados en la aduana y que crearon desconcierto: pelotas de fútbol e infladores. Nacido en Glasgow, graduado en humanidades en la Universidad de Edimburgo, en 1882 desembarcó para hacerse cargo del colegio Saint Andrew. Allí implantó la práctica deportiva y la cultura física. El interés por el fútbol creció entre los alumnos pero la relación de Hutton con las autoridades del colegio se deterioró. Este hecho lo llevó a alejarse del establecimiento y fundar el Buenos Aires English High School, base del mítico Alumni Athletic Club.
Fue la primera Argentine Association Football League la encargada de organizar, en 1891, el primer campeonato de fútbol que se disputó en Buenos Aires. El presidente de dicha asociación era F. L. Wooley. El título fue compartido por Saint Andrew's y Old Caledonians. Los otros equipos que participaron fueron Buenos Aires Football Club, Buenos Aires and Rosario Railway, Belgrano Football Club y Hurlingham Football Club. Pero resultó muy efímera aquella liga, porque no contaba con el apoyo del importante club Quilmes Rovers ni del principal impulsor del fútbol en tierras argentinas: el profesor Watson Hutton, considerado como "El Padre del Fútbol Argentino".
Tras la desaparición de aquella Argentine Association Football League de 1891, y tras el paréntesis de 1892, el 21 de febrero de 1893 fue fundada la homónima Argentine Association Football League, por Alexander Watson Hutton, y los representantes de Quilmes Rovers, Buenos Aires Railway (que luego se fusionaría con el Club de barrio Saint Lawrence, creando el Belgrano Athletic Club en 1896), Buenos Aires English High School Athletic (que luego se convertiría en Alumni), Lomas Athletic y Flores Athletic. Su sede, que luego se mudó a la calle Del Temple (hoy Viamonte), a pocas cuadras de donde se encuentra actualmente, estaba ubicada en Venezuela 1230. Allí se acordaron las bases del campeonato que se disputó ese mismo año y que tuvo a Lomas Athletic como ganador.
La primera comisión estuvo integrada por:
- Presidente: Alexander Watson Hutton
- Vicepresidente: B. Guy
- Tesorero: F. Webb
- Secretario: A. Lamont
- Vocales: F. Syngleton, W. Reynolds, E. Morgan, G. Bridges, W. Rudd y B. Syers.

El 16 de junio de 1904, el presidente de la Nación, Julio Argentino Roca, fue el primer mandatario que asistió a un encuentro de fútbol en Argentina. El partido fue Alumni frente a Southampton, equipo inglés que realizaba una gira por Buenos Aires.
Más adelante, debido al crecimiento explosivo de clubes futboleros, se produjeron infinidad de controversias entre clubes y asociaciones. Fue así que, con la creación de entidades disidentes, se disputaron torneos paralelos entre 1912 y 1914 y entre 1919 y 1926. En el primer periodo mencionado se produjo la irrupción de la Federación Argentina de Football y, tras unos años de tregua entre 1915 y 1918, se creó la Asociación Amateurs de Football, la que a fines de 1926 se reunificó con el ente oficial, por ese entonces llamado Asociación Argentina de Football, y la nueva entidad pasó a denominarse Asociación Amateurs Argentina de Football. Luego de largas y duras controversias, el 10 de mayo de 1931 en una reunión en la que participaron los representantes de los clubes Atlanta, Argentinos Juniors, Boca Juniors, Chacarita Juniors, Estudiantes de La Plata, Ferro Carril Oeste, Gimnasia y Esgrima La Plata, Huracán, Independiente, Lanús, Platense, Quilmes, Racing Club, River Plate, San Lorenzo, Talleres (RdE), Tigre y Vélez Sarsfield, se resolvió fundar la Liga Argentina de Football, que blanqueó el profesionalismo de la actividad, hasta ahí encubierto. El 31 de mayo comenzó la era del campeonato profesional con 18 equipos. Tres años y medio después, a fines de 1934, la organización sufrió una nueva reestructuración, con la fusión de la Liga Argentina con la Asociación Argentina de Football (Amateurs y Profesionales) -nombre del ente oficial desde junio de 1931- para formar la Asociación del Football Argentino, que organizó su primer torneo en 1935 y perdura hasta la actualidad.
De todas maneras, en 1946 se produjo un nuevo cambio, pero esta vez idiomático: castellanizó su denominación y pasó a llamarse Asociación del Fútbol Argentino.

### Sucesión institucional
Desde su fundación en 1893 hasta que adoptó su denominación definitiva en 1939, la AFA recorrió la siguiente trayectoria institucional:
| Fundación: 21 de febrero de 1893               |
| ---------------------------------------------- |
| The Argentine Association Football League AAFL |

| Cambio de nombre: 11 de febrero de 1903 |
| --------------------------------------- |
| Argentine Football Association AFA      |

| Castellanización parcial: 1 de febrero de 1912 |
| ---------------------------------------------- |
| Asociación Argentina de Football AAF           |

| Escisión: 14 de junio de 1912                      | Escisión: 14 de junio de 1912        |
| -------------------------------------------------- | ------------------------------------ |
| Asociación Argentina de Football AAF               | Federación Argentina de Football FAF |
| Cambio de nombre: 23 de diciembre de 1914          | Federación Argentina de Football FAF |
| Asociación y Federación Argentina de Football AFAF | Federación Argentina de Football FAF |

| Fusión: 22 de febrero de 1915                      |
| -------------------------------------------------- |
| Asociación y Federación Argentina de Football AFAF |

| Cambio de nombre: 2 de marzo de 1915 |
| ------------------------------------ |
| Asociación Argentina de Football AAF |

| Escisión: 22 de septiembre de 1919   | Escisión: 22 de septiembre de 1919   |
| ------------------------------------ | ------------------------------------ |
| Asociación Argentina de Football AAF | Asociación Amateurs de Football AAmF |

| Fusión: 28 de noviembre de 1926                 |
| ----------------------------------------------- |
| Asociación Amateurs Argentina de Football AAmAF |

| Escisión: 18 de mayo de 1931                                     | Escisión: 18 de mayo de 1931   |
| ---------------------------------------------------------------- | ------------------------------ |
| Asociación Amateurs Argentina de Football AAmAF                  | Liga Argentina de Football LAF |
| Cambio de nombre: 20 de junio de 1931                            | Liga Argentina de Football LAF |
| Asociación Argentina de Football (Amateurs y Profesionales) AFAP | Liga Argentina de Football LAF |
| Cambio de nombre: 24 de noviembre de 1933                        | Liga Argentina de Football LAF |
| Asociación Argentina de Football AAF                             | Liga Argentina de Football LAF |

| Fusión: 3 de noviembre de 1934        |
| ------------------------------------- |
| Asociación del Football Argentino AFA |

| Castellanización definitiva: 10 de octubre de 1939 |
| -------------------------------------------------- |
| Asociación del Fútbol Argentino AFA                |

## Escudo
El escudo actual de la Asociación del Fútbol Argentino contiene la sigla de la entidad sobre un escudo dorado, laureles en los costados y los colores de la bandera argentina en la parte de arriba.
Para la representación masculina, cuenta también con tres estrellas sobre la parte superior del escudo, en representación de sus Copas del Mundo obtenidas (1978, 1986 y 2022).

## Órganos

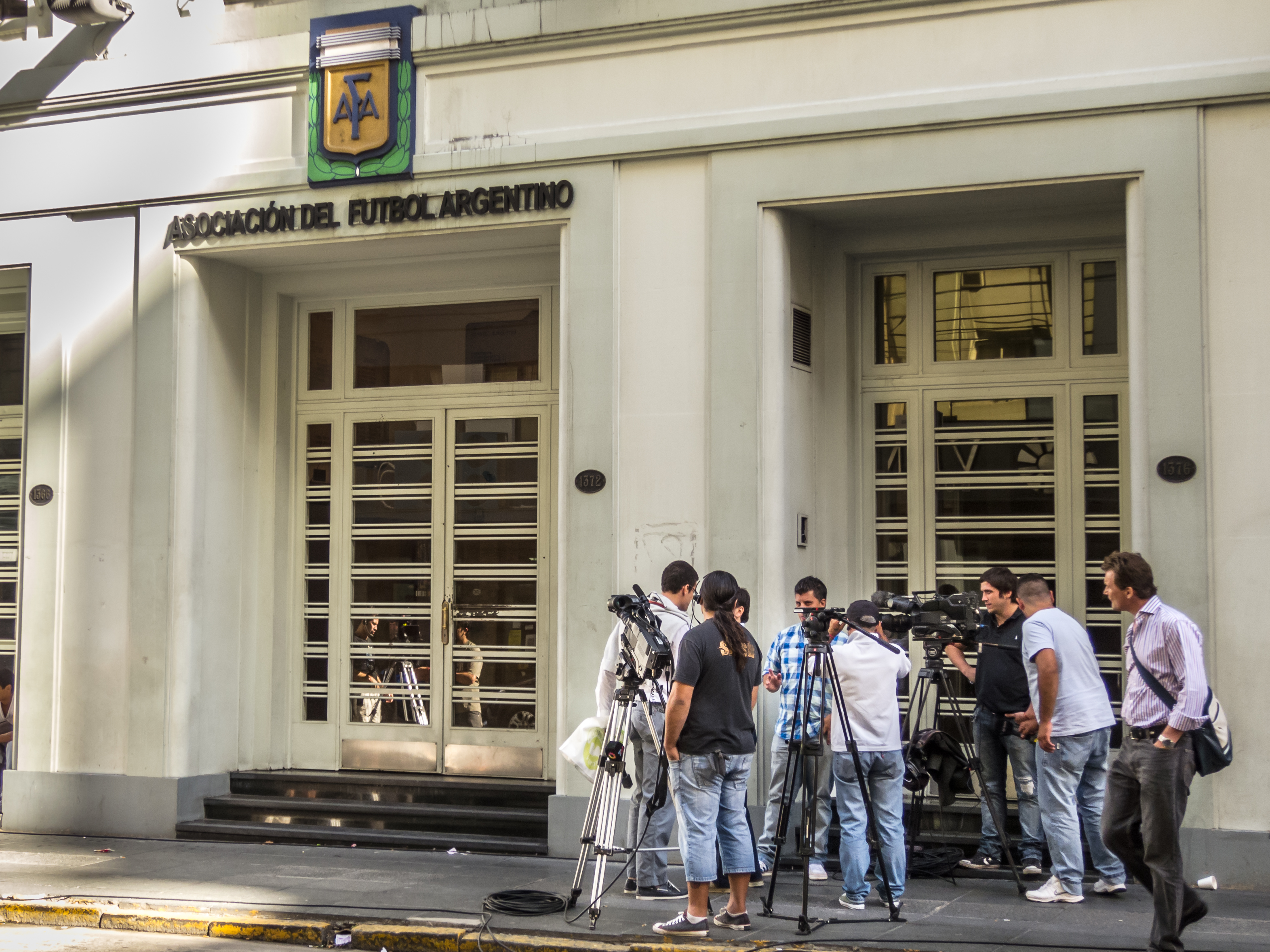
Sede de la AFA.

Según el Estatuto aprobado el 24 de febrero de 2017 y modificado el 19 de mayo de 2020, los órganos de la AFA son:
- La Asamblea: es la reunión a la que se convoca a todos los miembros y constituye la autoridad legislativa. Está integrada por 46 delegados (22 de la Primera División, 6 de la Primera Nacional, 5 de la Primera B, 2 por la Primera C, 1 por la Primera D, 2 por el Federal A, 5 por las ligas, 1 por el fútbol femenino, 1 por el fútbol sala y fútbol playa; y 1 por exárbitros, exjugadores y exentrenadores) que pueden ser presidentes o vicepresidentes de los clubes, con derecho a un voto. Tiene las atribuciones de aprobar los estatutos y reglamentos, elegir o destituir a los integrantes del Comité Ejecutivo, Comité Electoral y la Comisión Fiscalizadora; aprobar la memoria, los balances y el presupuesto. La Asamblea toma decisiones cuando están presentes más del 50% de los delegados. Se aprueban las decisiones por mayoría absoluta, salvo las reformas de estatuto, para las que es necesario las 3/4 partes.

- El Comité Ejecutivo: está integrado por un presidente y 14 miembros titulares (más 8 suplentes) que representan a los clubes afiliados. Sus atribuciones principales son: interpretar y hacer cumplir los reglamentos; administrar las afiliaciones de los clubes; administrar la AFA y representarla en asuntos administrativos o judiciales; nombrar árbitros y tomar medidas de acuerdo con las propuestas del Colegio de Árbitros; mantener las relaciones internacionales del fútbol argentino; autorizar o no las transferencias de jugadores.

- Las comisiones permanentes y especiales: de Finanzas; Organizadora de Competiciones, Técnica y de Desarrollo; de Árbitros; de Asuntos Legales; de Fútbol Femenino; de Fútbol Infantil y Juvenil; de Fútbol sala y Fútbol Playa; del Estatuto del Jugador; de Deportividad, Responsabilidad Social y Sustentabilidad; de Selecciones Nacionales; de Marketing y Televisión.

- La Dirección General Ejecutiva: a cargo del trabajo administrativo (implementar las decisiones de la Asamblea, supervisar la contabilidad, mantener las relaciones con las demás instituciones y controlar al personal).

- Los órganos jurisdiccionales: (Tribunal de Disciplina, Tribunal de Ética y Tribunal de Apelación).

- El Órgano de Concesión de Licencias a los Clubes.

- La Comisión Electoral: responsable de la organización y supervisión de las elecciones.

- La Comisión Fiscalizadora: a cargo del cumplimento de las finanzas y asuntos legales de los clubes y la propia AFA.

- El Consejo Federal: tiene a su cargo la conducción del fútbol del interior del país, que cuenta con más de 250 ligas, en las que participan unos 400 000 jugadores de más de 3 500 clubes, a los que se los considera indirectamente afiliados a la AFA. Organiza el Torneo Federal A y el Torneo Regional Federal Amateur, vías de acceso a los campeonatos de las máximas categorías; y las etapas preliminares correspondientes a dichos equipos de la Copa Argentina.

- La Liga Profesional de Fútbol Argentino: encargada del manejo de la Primera División.

## Torneos organizados
La AFA organiza los torneos nacionales de fútbol masculino en Argentina, que abarcan en total cinco categorías. La categoría superior es la Primera División, competición que se ha caracterizado históricamente por tener cierta inestabilidad en relación con su modalidad de disputa.
Por debajo de la Primera División y la Primera Nacional, que constituye la segunda categoría del fútbol argentino, los campeonatos se dividen en dos ramas diferenciadas. La primera de ellas, que incluye los torneos de Primera B, Primera C y el Torneo Promocional Amateur, representa la ruta de ascenso-descenso de categoría que recorren los clubes directamente afiliados a la AFA. Se la llama habitualmente zona «Metropolitana» y responde a una división histórica por la cual dichos torneos están reservados solamente a clubes de la ciudad de Buenos Aires y el conurbano bonaerense, a los que se agregan veintiún clubes pertenecientes a Rosario, Gran La Plata, Santa Fe, Zárate, Campana, Luján, Junín, General Rodríguez, Cañuelas, Pilar y Mercedes. La segunda rama está compuesta por la gran mayoría de clubes del país (más de 3500 a lo largo y ancho del territorio nacional), que incluye al Torneo Federal A y al Torneo Regional Federal Amateur, representa, por su parte, la ruta de ascenso-descenso de categoría para los clubes indirectamente afiliados a la AFA a través de las ligas regionales, los que se nuclean en el Consejo Federal del Fútbol Argentino, órgano interno de la Asociación.
Organiza también los torneos de divisiones inferiores, que incluyen clubes directamente e indirectamente afiliados, y competencias de fútbol femenino, fútbol sala y fútbol playa.

### Torneos de selecciones organizados en Argentina
| Competición                                  | Edición                                                |
| -------------------------------------------- | ------------------------------------------------------ |
| Copa Mundial de Fútbol (1)                   | 1978.                                                  |
| Copa Mundial de Fútbol Sub-20 (2)            | 2001 y 2023.                                           |
| Copa de Campeones Conmebol-UEFA (1)          | 1993.                                                  |
| Copa América (9)                             | 1916, 1921, 1925, 1929, 1937, 1946, 1959, 1987 y 2011. |
| Copa América Femenina (3)                    | 1998, 2003 y 2006.                                     |
| Copa América de Futsal (2)                   | 2011 y 2017.                                           |
| Copa América Femenina de Futsal (1)          | 2023.                                                  |
| Campeonato Sudamericano de Fútbol Sub-20 (3) | 1988, 1999 y 2013.                                     |
| Campeonato Sudamericano de Fútbol Sub-17 (2) | 1985 y 2013.                                           |
| Campeonato Sudamericano de Fútbol Sub-15 (1) | 2017.                                                  |

## Palmarés
Como responsable de las distintas selecciones nacionales la AFA exhibe en su palmarés los siguientes títulos organizados por FIFA y CONMEBOL.

### Selecciones de fútbol masculino

#### Absoluta
| Competición                       | Campeón                                                                                              | Subcampeón                                                                               | Tercer puesto                     |
| --------------------------------- | --- | ---------------------------------------------------------------------------------------- | --------------------------------- |
| Copa Mundial de Fútbol            | 3 (1978, 1986 y 2022)                                                                                | 3 (1930, 1990 y 2014)                                                                    | -                                 |
| Copa América                      | 16 (1921, 1925, 1927, 1929, 1937, 1941, 1945, 1946, 1947, 1955, 1957, 1959, 1991, 1993, 2021 y 2024) | 14 (1916, 1917, 1920, 1923, 1924, 1926, 1935, 1942, 1959, 1967, 2004, 2007, 2015 y 2016) | 5 (1919, 1956, 1963, 1989 y 2019) |
| Copa de Campeones Conmebol-UEFA   | 2 (1993 y 2022)                                                                                      | -                                                                                        | -                                 |
| Copa FIFA Confederaciones         | 1 (1992)                                                                                             | 2 (1995 y 2005)                                                                          | -                                 |
| Campeonato Panamericano de Fútbol | 1 (1960)                                                                                             | 1 (1956)                                                                                 | -                                 |
| Torneo Olímpico de Fútbol         | - | 1 (1928)                                                                                 | -                                 |

#### Olímpica
| Competición                            | Campeón                           | Subcampeón            | Tercer puesto         |
| -------------------------------------- | --------------------------------- | --------------------- | --------------------- |
| Torneo Olímpico de Fútbol              | 2 (2004 y 2008)                   | 1 (1996)              | -                     |
| Torneo Preolímpico Sudamericano Sub-23 | 5 (1960, 1964, 1980, 2004 y 2020) | 3 (1988, 1996 y 2024) | 3 (1972, 1976 y 2000) |

#### Sub-22
| Competición          | Campeón                                       | Subcampeón      | Tercer puesto         |
| -------------------- | --------------------------------------------- | --------------- | --------------------- |
| Juegos Panamericanos | 7 (1951, 1955, 1959, 1971, 1995, 2003 y 2019) | 2 (1963 y 2011) | 3 (1975, 1979 y 1987) |

#### Sub-20
| Competición                    | Campeón                                 | Subcampeón                                    | Tercer puesto                                       |
| ------------------------------ | --------------------------------------- | --------------------------------------------- | --------------------------------------------------- |
| Copa Mundial de Fútbol Sub-20  | 6 (1979, 1995, 1997, 2001, 2005 y 2007) | 1 (1983)                                      | -                                                   |
| Campeonato Sudamericano Sub-20 | 5 (1967, 1997, 1999, 2003 y 2015)       | 7 (1958, 1979, 1991, 1995, 2001, 2007 y 2019) | 8 (1971, 1975, 1981, 1983, 1987, 1988, 2005 y 2011) |

#### Sub-19
| Competición   | Campeón         | Subcampeón | Tercer puesto |
| ------------- | --------------- | ---------- | ------------- |
| Juegos Odesur | 2 (1982 y 1986) | 1 (2014)   | -             |

#### Sub-17
| Competición                    | Campeón                     | Subcampeón                              | Tercer puesto                     |
| ------------------------------ | --------------------------- | --------------------------------------- | --------------------------------- |
| Copa Mundial de Fútbol Sub-17  | -                           | -                                       | 3 (1991, 1995 y 2003)             |
| Campeonato Sudamericano Sub-17 | 4 (1985, 2003, 2013 y 2019) | 6 (1988, 1995, 1997, 2001, 2009 y 2015) | 5 (1991, 1993, 2007, 2011 y 2023) |

#### Sub-15
| Competición                    | Campeón  | Subcampeón      | Tercer puesto                           |
| ------------------------------ | -------- | --------------- | --------------------------------------- |
| Campeonato Sudamericano Sub-15 | 1 (2017) | 2 (2005 y 2019) | 6 (2004, 2007, 2011, 2013, 2015 y 2024) |

### Selecciones de fútbol sala masculino

#### Absoluta
| Competición            | Campeón               | Subcampeón                                    | Tercer puesto         |
| ---------------------- | --------------------- | --------------------------------------------- | --------------------- |
| Copa Mundial de Futsal | 1 (2016)              | 2 (2021 y 2024)                               | -                     |
| Copa América de Futsal | 3 (2003, 2015 y 2022) | 7 (1992, 1995, 1997, 2000, 2011, 2017 y 2024) | 3 (1996, 1999 y 2008) |
| Juegos Odesur          | 1 (2022)              | 2 (2002 y 2014)                               | 2 (2006 y 2018)       |

#### Sub-20
| Competición                              | Campeón         | Subcampeón                  | Tercer puesto         |
| ---------------------------------------- | --------------- | --------------------------- | --------------------- |
| Campeonato Sudamericano de Futsal Sub-20 | 2 (2016 y 2024) | 4 (2006, 2008, 2018 y 2022) | 3 (2010, 2013 y 2014) |

#### Sub-17
| Competición                              | Campeón         | Subcampeón      | Tercer puesto |
| ---------------------------------------- | --------------- | --------------- | ------------- |
| Campeonato Sudamericano de Futsal Sub-17 | 2 (2022 y 2024) | 2 (2016 y 2018) | -             |

### Selecciones de fútbol playa masculino

#### Absoluta
| Competición                            | Campeón  | Subcampeón      | Tercer puesto         |
| -------------------------------------- | -------- | --------------- | --------------------- |
| Copa Mundial de Fútbol Playa           | -        | -               | -                     |
| Campeonato de Fútbol Playa de Conmebol | 1 (2013) | 2 (2008 y 2011) | 3 (2006, 2009 y 2015) |

#### Sub-20
| Competición                                    | Campeón  | Subcampeón | Tercer puesto |
| ---------------------------------------------- | -------- | ---------- | ------------- |
| Campeonato Sudamericano Sub-20 de Fútbol Playa | 1 (2019) | 1 (2017)   | -             |

### Selecciones de fútbol femenino

#### Absoluta
| Competición                     | Campeón  | Subcampeón            | Tercer puesto   |
| ------------------------------- | -------- | --------------------- | --------------- |
| Copa Mundial Femenina de Fútbol | -        | -                     | -               |
| Copa América Femenina           | 1 (2006) | 3 (1995, 1998 y 2003) | 2 (2018 y 2022) |
| Juegos Odesur                   | 1 (2014) | -                     | -               |
| Juegos Panamericanos            | -        | 1 (2019)              | -               |

#### Sub-20
| Competición                             | Campeón | Subcampeón            | Tercer puesto |
| --------------------------------------- | ------- | --------------------- | ------------- |
| Copa Mundial Femenina de Fútbol Sub-20  | -       | -                     | -             |
| Campeonato Sudamericano Femenino Sub-20 | -       | 3 (2006, 2008 y 2012) | –             |

### Selecciones de fútbol sala femenino

#### Absoluta
| Competición                     | Campeón | Subcampeón            | Tercer puesto   |
| ------------------------------- | ------- | --------------------- | --------------- |
| Copa América Femenina de Futsal | -       | 3 (2011, 2019 y 2023) | 2 (2005 y 2017) |
| Juegos Odesur                   | -       | 1 (2022)              | -               |

#### Sub-20
| Competición                                       | Campeón | Subcampeón | Tercer puesto   |
| ------------------------------------------------- | ------- | ---------- | --------------- |
| Campeonato Sudamericano Femenino de Futsal Sub-20 | -       | -          | 2 (2022 y 2024) |

### Clubes
Los clubes asociados a la AFA lograron los siguientes títulos de índole internacional.

#### Sección fútbol masculino
| Competición                         | Títulos | Año |
| ----------------------------------- | ------- | --- |
| Copa Libertadores de América        | 25      | 1964, 1965, 1967, 1968, 1969, 1970, 1972, 1973, 1974, 1975, 1977, 1978, 1984, 1985, 1986, 1994, 1996, 2000, 2001, 2003, 2007, 2009, 2014, 2015, 2018. |
| Copa Intercontinental               | 9       | 1967, 1968, 1973, 1977, 1984, 1986, 1994, 2000, 2003.                                                                                                 |
| Recopa Sudamericana                 | 11      | 1990, 1995, 1997, 2005, 2006, 2008, 2015, 2016, 2019, 2021, 2025.                                                                                     |
| Copa Sudamericana                   | 10      | 2002, 2004, 2005, 2007, 2010, 2013, 2014, 2017, 2020, 2024.                                                                                           |
| Copa Interamericana                 | 7       | 1968, 1973, 1974, 1976, 1986, 1987 1996. |
| Supercopa Sudamericana              | 6       | 1988, 1989, 1994, 1995, 1996, 1997. |
| Copa Conmebol                       | 3       | 1995, 1996, 1999. |
| Copa J.League-Sudamericana          | 3       | 2008, 2015, 2018. |
| Copa Máster de Supercopa            | 1       | 1992. |
| Copa de Oro Nicolás Leoz            | 1       | 1993. |
| Copa Mercosur                       | 1       | 2001. |
| Copa Juvenil de la FIFA /Blue Stars | 3       | 2002, 2010, 2019. |
| Copa Libertadores Sub-20            | 2       | 2012, 2023. |
| Copa Intercontinental Sub-20        | 1       | 2023. |

| Competición                           | Títulos | Año                                                                     |
| ------------------------------------- | ------- | ----------------------------------------------------------------------- |
| Copa Aldao                            | 10      | 1917, 1918, 1927, 1936, 1937, 1938, 1939, 1941, 1945, 1947.             |
| Cup Tie Competition                   | 13      | 1900, 1901, 1902, 1903, 1904, 1905, 1906, 1908, 1909, 1912, 1914, 1919. |
| Copa de Honor Cusenier                | 4       | 1906, 1907, 1913, 1920.                                                 |
| Copa de Confraternidad Escobar-Gerona | 2       | 1945, 1946.                                                             |
| Copa Campeonato del Río de la Plata   | 1       | 1923.                                                                   |

#### Sección fútbol sala masculino
| Competición                 | Títulos | Año   |
| --------------------------- | ------- | ----- |
| Copa Libertadores de Futsal | 1       | 2021. |

## Presidente
El presidente representa legalmente a la AFA. Tiene como atribuciones: ejecutar las decisiones de la Asamblea y del Comité Ejecutivo a través de la secretaría general, velar por el funcionamiento de los órganos internos, supervisar el trabajo de la Dirección General Ejecutiva, las relaciones con los miembros, la FIFA y la Conmebol, nombrar al director general y al director de finanzas, presidir la Asamblea y el Comité Ejecutivo, y hacer acuerdos.
Para ser presidente debe ser argentino y residir en territorio nacional, haber sido durante tres de los últimos siete años presidente o vice de un club o una liga, no haber sido declarado culpable con sentencia firme de un caso penal y presentar una declaración jurada cada año. En caso de vacante, lo reemplaza el vicepresidente primero.
Las elecciones de los miembros del Comité Ejecutivo se celebran por listas de candidatos integradas por al menos una mujer, un presidente, tres vicepresidentes, once integrantes y ocho suplentes. Para ser electo se requiere más del 50% de los votos válidos emitidos por la Asamblea o mayoría simple entre las dos listas más votadas. Antes de la elección, deben someterse a un examen de idoneidad por el Tribunal de Ética. El mandato dura cuatro años con posibilidad de tres reelecciones directas, asumiendo el mismo día en que son elegidos.
Listado histórico
| N.°  | Presidente                 | Mandato                                            |
| ---- | -------------------------- | -------------------------------------------------- |
| 1.º  | Alejandro Watson Hutton    | 21 de febrero de 1893 - 5 de abril de 1897         |
| 2.º  | Alfredo P. B. Boyd         | 5 de abril de 1897 - 26 de abril de 1899           |
| 3.º  | Charles Wibberley          | 26 de abril de 1899 - 1900                         |
| 4.º  | Francis Chevallier Boutell | 1900 - 1906                                        |
| 5.º  | Florencio Martínez de Hoz  | 1906 - 1907                                        |
| 6.º  | Emilio Hansen              | 1907 - 1909                                        |
| 7.º  | Hugo Wilson                | 1909 - 1915                                        |
| 8.º  | Adolfo Orma                | 1915 - 1918                                        |
| 9.º  | Ricardo C. Aldao           | 1918 - 1919                                        |
| 10.º | Federico Luzio             | 1919 - 1921                                        |
| 11.º | Benjamín Toulouse          | 1921 - 1922                                        |
| 12.º | Aldo Cantoni               | 1922 - 1924                                        |
| 13.º | Virgilio Tedín Uriburu     | 1924 - 1926                                        |
| 14.º | Natalio Botana             | 1926                                               |
| 15.º | Aldo Cantoni               | 1926 - 1927                                        |
| 16.º | Adrián Beccar Varela       | 1927 - 1929                                        |
| 17.º | Juan Pignier               | 1929 - 1932                                        |
| 18.º | Carlos P. Anesi            | 1932                                               |
| 19.º | Silvio J. Serra            | 1932 - 1933                                        |
| 20.º | José A. Claise             | 1933 - 1934                                        |
| 21.º | Alejandro Ruzo             | 1934                                               |
| 22.º | Tiburcio Padilla           | 3 de noviembre de 1934 - 28 de febrero de 1935     |
| 23.º | Ernesto F. Malbec          | 28 de febrero de 1935 - 4 de marzo de 1936         |
| 24.º | Ángel Molinari             | 4 de marzo de 1936 - 11 de marzo de 1937           |
| 25.º | Eduardo Sánchez Terrero    | 11 de marzo de 1937 - 6 de marzo de 1939           |
| 26.º | Adrián C. Escobar          | 6 de marzo de 1939 - 8 de abril de 1941            |
| 27.º | Ramón Castillo (h.)        | 8 de abril de 1941 - 9 de agosto de 1943           |
| 28.º | Jacinto C. Armando         | 9 de agosto de 1943 - 8 de marzo de 1944           |
| 29.º | Agustín Nicolás Matienzo   | 22 de marzo de 1944 - 9 de marzo de 1945           |
| 30.º | Eduardo Ávalos             | 9 de marzo de 1945 - 13 de marzo de 1946           |
| 31.º | Pedro Canaveri             | 13 de marzo de 1946 - 26 de febrero de 1947        |
| 32.º | Oscar Nicolini             | 26 de febrero de 1947 - 13 de febrero de 1949      |
| 33.º | Cayetano Giardulli (h.)    | 25 de julio de 1949 - 24 de agosto de 1949         |
| 34.º | Valentín Suárez            | 24 de agosto de 1949 - 22 de julio de 1953         |
| 35.º | Domingo Peluffo            | 10 de agosto de 1953 - 27 de marzo de 1955         |
| 36.º | Cecilio Conditi            | 25 de abril de 1955 - 16 de septiembre de 1955     |
| 37.º | Arturo A. Bullrich         | 16 de septiembre de 1955 - 27 de marzo de 1956     |
| 38.º | Raúl H. Colombo            | 27 de marzo de 1956 - 26 de febrero de 1965        |
| 39.º | Francisco A. Perette       | 26 de febrero de 1965 - 10 de julio de 1966        |
| 40.º | Valentín Suárez            | 10 de julio de 1966 - 11 de julio de 1968          |
| 41.º | Armando Ramos Ruiz         | 11 de julio de 1968 - 4 de julio de 1969           |
| 42.º | Aldo J. Porri              | 4 de julio de 1969 - 10 de septiembre de 1969      |
| 43.º | Oscar L. Ferrari           | 10 de septiembre de 1969 - 16 de noviembre de 1969 |
| 44.º | Juan Martín Oneto Gaona    | 17 de noviembre de 1969 - 7 de junio de 1971       |
| 45.º | Raúl D'Onofrio             | 7 de junio de 1971 - 15 de enero de 1973           |
| 46.º | Horacio E. Bruzzone        | 16 de enero de 1973 - 17 de junio de 1973          |
| 47.º | Baldomero M. Gigán         | 18 de junio de 1973 - 21 de enero de 1974          |
| 48.º | Fernando R. Mitjans        | 21 de enero de 1974 - 18 de junio de 1974          |
| 49.º | David L. Bracuto           | 21 de junio de 1974 - 24 de marzo de 1976          |
| 50.º | Ernesto A. Wiedrich        | 24 de marzo de 1976 - 3 de mayo de 1976            |
| 51.º | Alfredo Cantilo            | 3 de mayo de 1976 - 6 de abril de 1979             |
| 52.º | Julio Grondona             | 6 de abril de 1979 - 30 de julio de 2014           |
| 53.º | Luis Segura                | 30 de julio de 2014 - 30 de junio de 2016          |
| 54.º | Armando Pérez              | 1 de julio de 2016 - 29 de marzo de 2017           |
| 55.º | Claudio Tapia              | Desde el 30 de marzo de 2017                       |